# 枇杷島橋

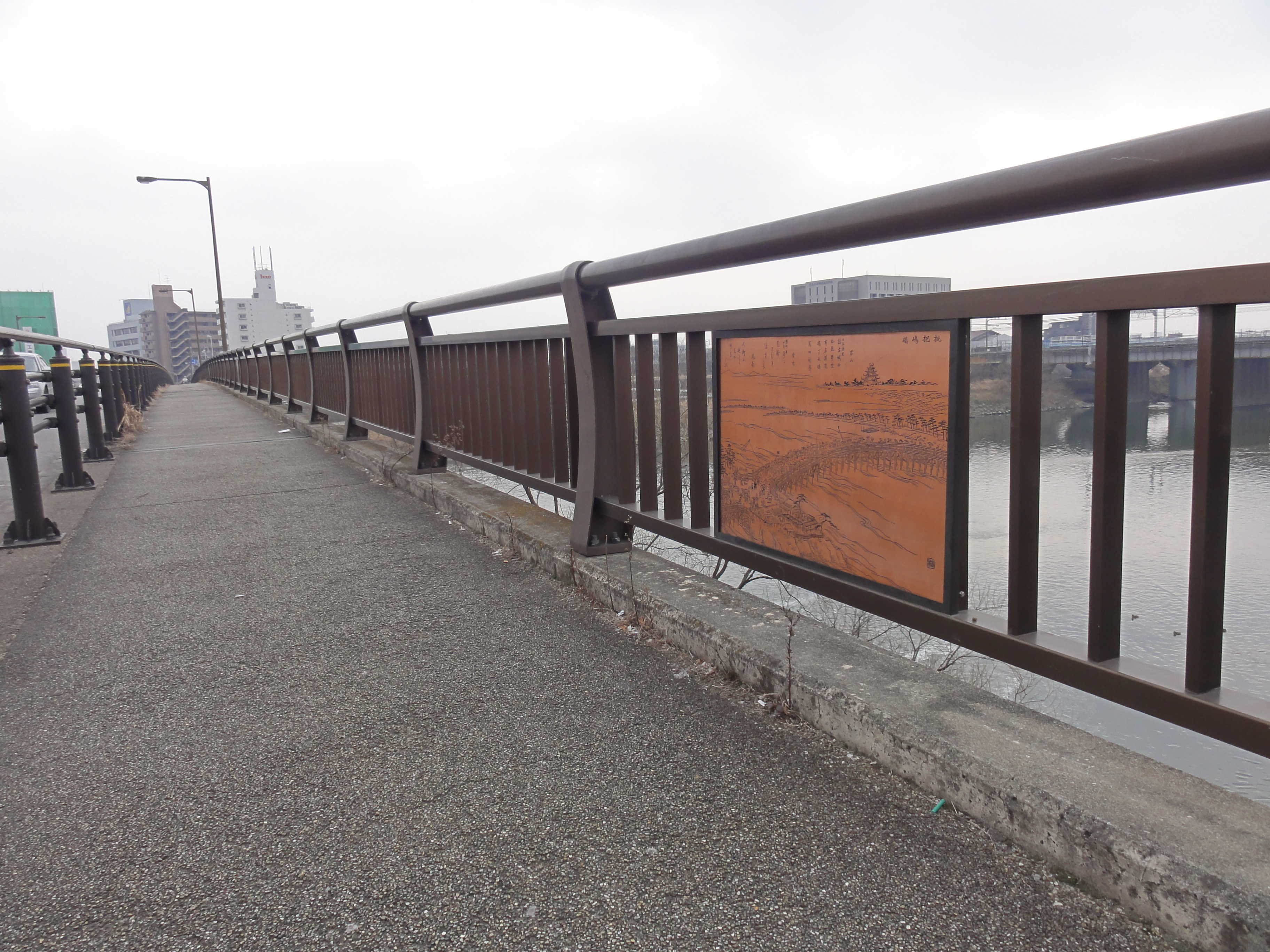
歩道と欄干の絵

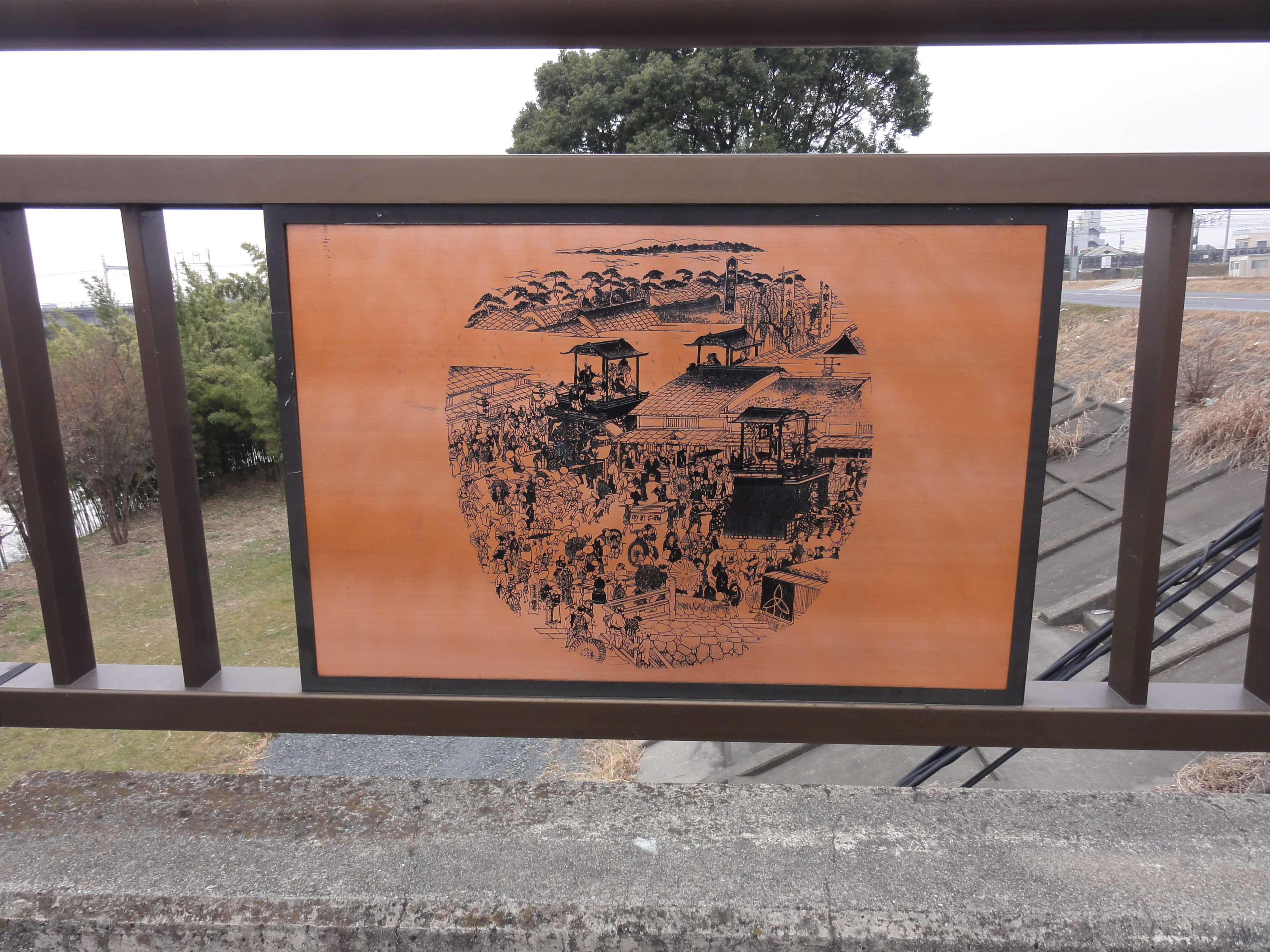
欄干の絵

枇杷島橋（びわじまばし）は、愛知県名古屋市西区 - 清須市の庄内川に架かる愛知県道67号名古屋祖父江線・愛知県道190号名古屋一宮線の橋で、日本百名橋に選ばれている。

## 概要
今日ある橋は、1956年（昭和31年）に愛知県によって架けられた。左岸はゲルバー式鋼桁橋、右岸は鉄筋コンクリート桁橋になっている。1966年（昭和41年）には両側に歩道が設けられ、その欄干には2種類の二色絵がつけられている。1971年（昭和46年）には国道22号から愛知県道67号名古屋祖父江線・愛知県道190号名古屋一宮線となっている。
現在、架け替え工事が行われており、仮橋での通行となっている。

## 歴史
1622年、尾張藩主徳川義直によって初めて架けられ、川の中島（1958年（昭和33年）撤去）を間に東の大橋と西の小橋があった。美濃路として人々が行き来したことで橋の両側に市場が開かれた。中島には萩が、堤防には桜が植えられ、特に檜材の2橋は、「結構の善美、人の目を驚かせり（尾張名所図会）」と書かれた。明治時代、小橋は洪水で流され石橋となった（1887年（明治20年））後、コンクリート橋（1927年（昭和2年））になった。大橋は濃尾地震で倒されトラス橋（1912年（明治45年））になった。そして1956年（昭和31年）に1つの橋に改修された。
橋の架け替え工事が行なわれており、2024年より仮橋への通行に切り替わっている。